# Frederick Lugard, 1. Baron Lugard

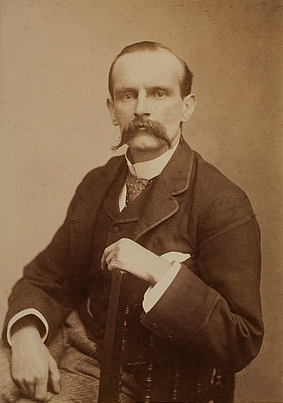
Frederick Lugard, 1. Baron Lugard

Frederick John Dealtry Lugard, 1. Baron Lugard, GCMG, CB, DSO, PC (* 22. Januar 1858 in Madras, Britisch-Indien; † 11. April 1945 in Abinger, England) war ein britischer Offizier, Entdecker und Kolonialbeamter. Er entwickelte mit der Theorie der sogenannten Indirect rule die zentrale Theorie britischer Kolonialherrschaft des 20. Jahrhunderts.

## Leben
Lugard wurde als Sohn des Militärkaplans Rev. Frederick Grueber Lugard aus dessen dritter Ehe mit Mary Jane Howard im Fort St. George in Madras geboren und wuchs in Worcester in England auf. Er besuchte die Rossall School in Fleetwood sowie das Royal Military College in Sandhurst und trat 1878 als Offizier des Norfolk Regiment in die British Army ein.
Er war 1879/1880 am Zweiten Afghanisch-Britischen Krieg beteiligt. In den Jahren 1884/1885 kämpfte er während des Mahdi-Aufstandes im Sudan und 1886/1887 in Birma (heute Myanmar). Im Mai 1888 führte er eine Expedition britischer Siedler im Nyasaland gegen arabische Sklavenhändler am Nyasasee.
1889 wurde er von der Imperial British East Africa Company engagiert und erkundete den Fluss Sabaki und die umliegenden Gegenden und erarbeitete ein Programm zur Befreiung der Sklaven der ostafrikanischen Region. 1890 wurde er nach Buganda entsandt, wo er als Kolonialbeamter für Militärangelegenheiten zuständig war. So gründete er auch das Fort Lugard, um das herum später Kampala, die heutige Hauptstadt Ugandas, entstand. Seine wichtigste Handlung bestand jedoch darin, mit dem Omukama (König) Kasagama von Toro eine Vereinbarung zum Schutz gegen Übergriffe aus Bunyoro zu treffen und somit Toro an das britische Empire zu binden. Dies führte zur Gründung weiterer Befestigungen, unter anderem von Fort Portal, und letztlich zur Gründung des Protektorates Uganda.
1892 kehrte er ins Vereinigte Königreich zurück. 1897 ging er nach Nigeria, wo er von 1900 bis 1906 Hochkommissar des Protektorats Nordnigeria war. 1901 wurde er als Knight Commander des Order of St. Michael and St. George (KCMG) geadelt. 1905 schied er im Rang eines Lieutenant-Colonel und Brevet-Colonel aus dem Armeedienst aus. Von 1907 bis 1912 war er als Gouverneur von Hongkong maßgeblich an der Gründung der Universität Hongkong beteiligt (1911). 1912 kehrte er nach Nigeria zurück und wurde Gouverneur der beiden nigerianischen Protektorate, die 1914 vereinigt wurden und deren Generalgouverneur er bis 1919 war. 1911 wurde er zum Knight Grand Cross des Order of St. Michael and St. George (GCMG) erhoben.
Lugard heiratete 1902 die fünf Jahre ältere Flora Shaw († 1929), die einflussreiche Auslandskorrespondentin der London Times. Die beiden hatten keine Kinder. Er wurde am 16. März 1928 mit dem Titel Baron Lugard, of Abinger in the County of Surrey, zum erblichen Peer erhoben. Er wurde dadurch Mitglied des britischen House of Lords. Der Titel erlosch mit seinem Tod, 1945, da er keine männlichen Abkömmlinge hatte.

## Theoretiker der Indirect rule
In seinem 1922 veröffentlichten Buch The Dual Mandate in British Tropical Africa entwickelte er eine Theorie der sogenannten Indirect rule. Das Werk wurde quasi zum Handbuch der britischen Kolonialbeamten im gesamten Empire.

## Lugard als Namensgeber
Nach Frederick Lugard wurden benannt:
- die Lugard Road am Victoria Peak in Hong Kong
- der Lugard Tower (Gebäude der Erziehungswissenschaftlichen Fakultät der University of Hong Kong)
- die Lugard Hall (Schlafsaal in der University of Hong Kong)
- die Lugard Avenue in Ikoyi, Lagos, Nigeria
- die Lugard Avenue Entebbe, Uganda
- das Lugard House der Rossall School in Fleetwood, Lancashire
- etliche Schulschlafsäle, Guest Houses usw. in Ost- und Westafrika („Lugard House“)
- das fiktionale Lord Lugard’s College in Chinua Achebes Roman Anthills of the Savannah